# Brittani Nichols
Pour les articles homonymes, voir Nichols.
Brittani Nichols, née le 20 juin 1988 à Chicago, est une actrice, scénariste et productrice américaine.

## Biographie
Brittani Nichols est ouvertement lesbienne.

## Filmographie

### Comme scénariste
- 2012-2014 : Words with Girls (série télévisée) (7 épisodes)
- 2014 : Words with Girls (téléfilm)
- 2015 : The Xperiment (série télévisée) (26 épisodes)
- 2017 : Suicide Kale
- 2018 : Take My Wife (série télévisée) (1 épisode)
- 2018 : Strangers (série télévisée) (1 épisode)

### Comme actrice
- 2012 : Words with Girls (série télévisée) : Brittani (5 épisodes)
- 2013 : Unicorn Plan-It (série télévisée)
- 2014 : Uproxx Video (série télévisée)
- 2014 : Words with Girls (téléfilm) : Aspen
- 2015 : Clint Howard Reboots Pippi Longstocking with Milla Jovovich and Fred Willard (court métrage) : Paula
- 2015 : Transparent (série télévisée) : Nicol (3 épisodes)
- 2015 : The Standoff (court métrage) : Dana
- 2015 : Boomerang Kids (court métrage) : Jordan
- 2016 : Danny the Manny (mini-série) : Taylor
- 2016 : The Fat One (série télévisée) : Reese
- 2017 : Suicide Kale : Jasmine Rawlings
- 2017 : Rad Lands (série télévisée) : la fermière Knox (voix)
- 2018 : Take My Wife (série télévisée) : Bethani (2 épisodes)
- 2018 : SoS: Secrets of Sex (série télévisée) : Tamika

### Comme productrice
- 2012-2014 : Words with Girls (série télévisée) (7 épisodes)
- 2017 : Suicide Kale